# 港鐵字體

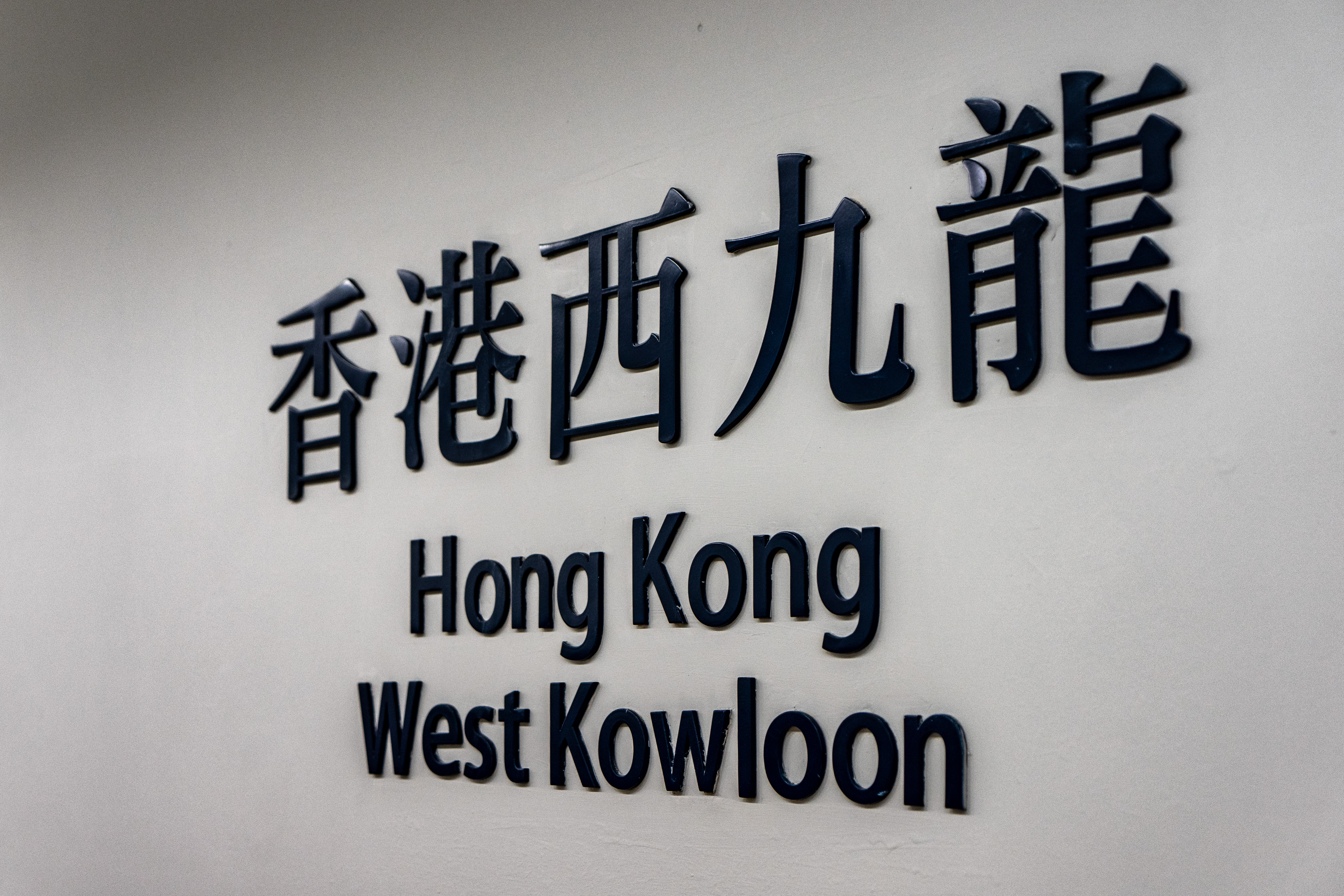
香港西九龙站月台站名标，字體為華康儷中宋及 Myriad Pro Semibold。

港鐵字體廣義上指香港鐵路有限公司（港鐵公司）所使用的標識用字體，狹義上用來特指專用的地鐵宋體。

## 地鐵宋體

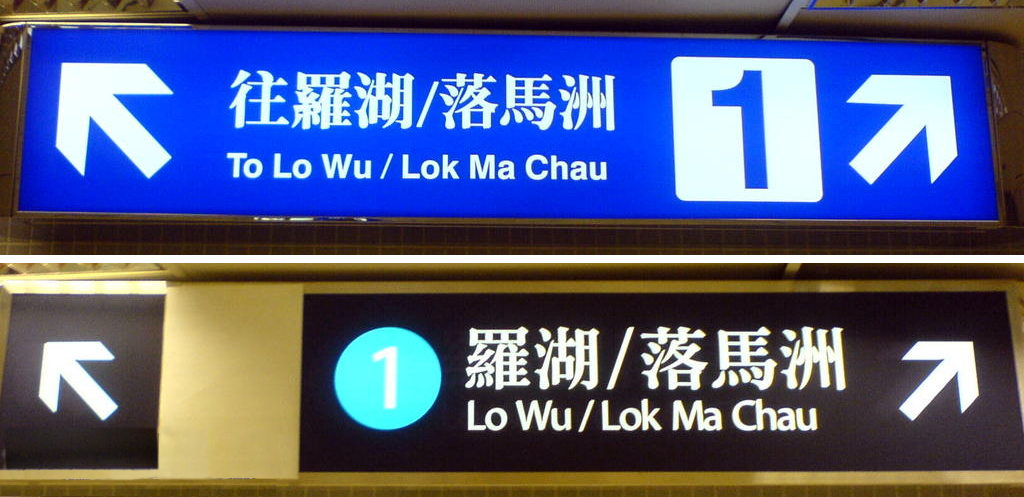
兩鐵合併前後東鐵綫（原九廣東鐵）往羅湖站或落馬洲站的指示牌比較，可見“羅”字字形及英文字體的變化。
上為九鐵式：華康新特明體＋Helvetica Bold
下為港鐵式：華康儷中宋＋Myriad Pro

地鐵宋體（英語：MTR Sung，原稱）又稱地鐵宋、港鐵宋，是由原地下鐵路公司（今香港鐵路有限公司）設計並專用的一款宋體。兩鐵合併前，地鐵宋體作為香港地鐵之專用的標識字體已有一段時間，而其研發的歷史，今已不可考。曾經，香港地鐵的各種標誌、站名、方向指示，其中文字都使用此字體。
據退休港鐵二級高級創作設計師江傳海的訪問，字體的英文及中文要配合，符合訂下的可視性和可讀性，在同一視線範圍內覺得一樣大小。(https://www.youtube.com/watch?v=UPyJxMBBQCU&ab_channel=MTRHongKong) 
退休港鐵設計經理吳文炳表示，月台上面本來沒有車站名稱，後來便在柱位展示站名，讓車廂內的乘客可以透過車窗得知身處的車站。
據參與設計的字體設計師柯熾堅憶述，這可謂是“全世界唯一的中文地鐵標誌”。其特點是嚴格遵循《康熙字典》標準，比一般舊字形字體還要“舊”，例如“童”字、“龍”字的首筆作橫，不作點或豎點。
兩鐵合併以後，大部分地鐵宋體已由華康儷中宋所取代，字形向香港標準字形或台灣國字標準字體靠攏（類似南京地鐵早期用字體），而原有鐵路站入口所標示的站名以及牆壁上浮凸的站名仍保留了地鐵宋體。
近年的新路綫則繼續使用地鐵宋體例如南港島綫。前九廣鐵路的月台字型由華康儷中宋因新增沙中綫車站緣故一併改用地鐵宋體（西鐵綫及馬鞍山綫全綫、東鐵綫紅磡站和落馬洲站），但方向字型未改。值得一提的是近期出現的地鐵宋體中，“龍”字的首筆作豎不作橫，於東鐵綫和觀塘綫的月台可見。

### 復刻

復刻版「鐵宋」

2022年，柯熾堅開始復刻地鐵宋體，復刻版字體命名為「鐵宋 MetroSung （页面存档备份，存于）」，並集資發行。

## 其他字體

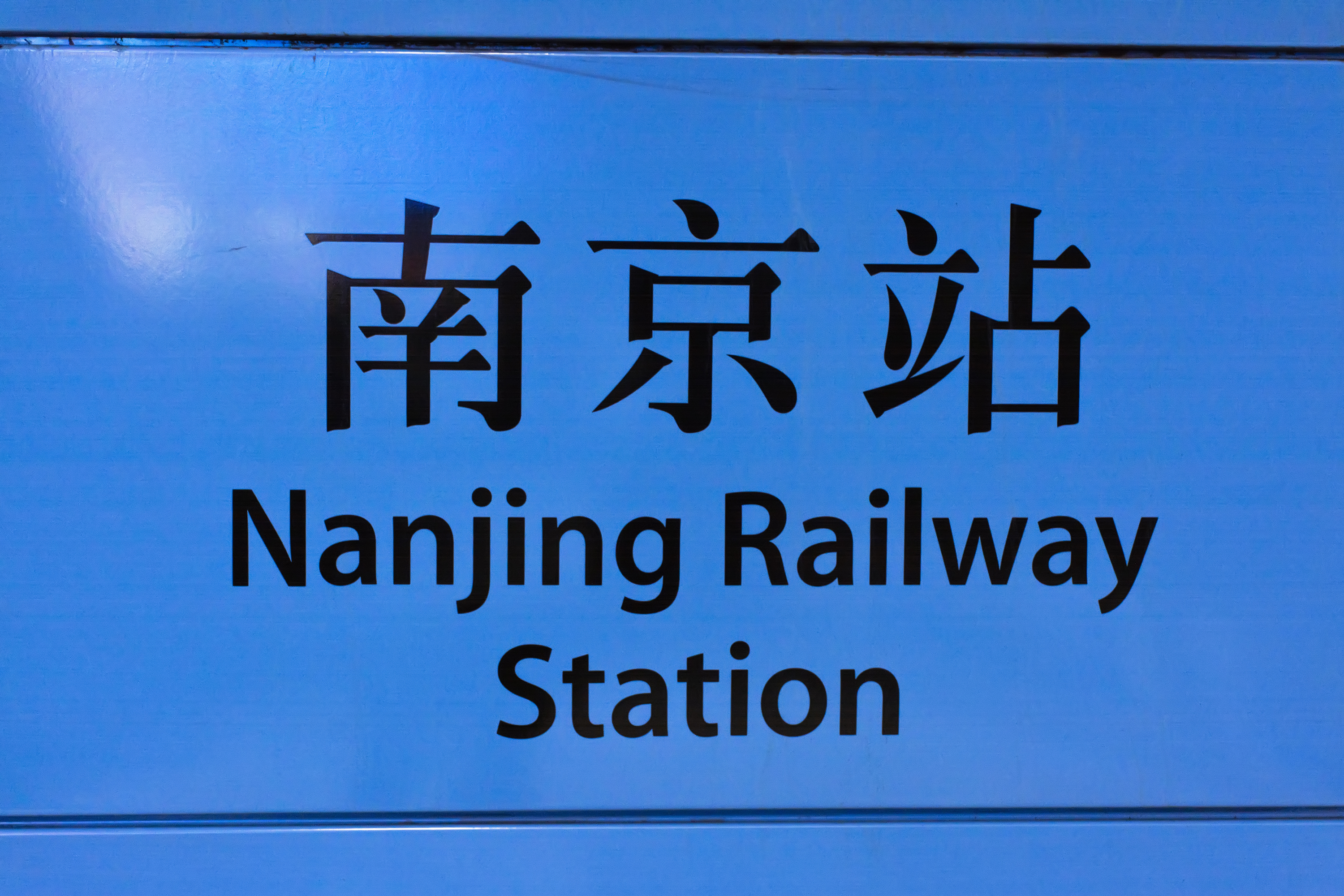
南京地铁1号线南京站站名牌使用的宋体以及Myriad MM字体
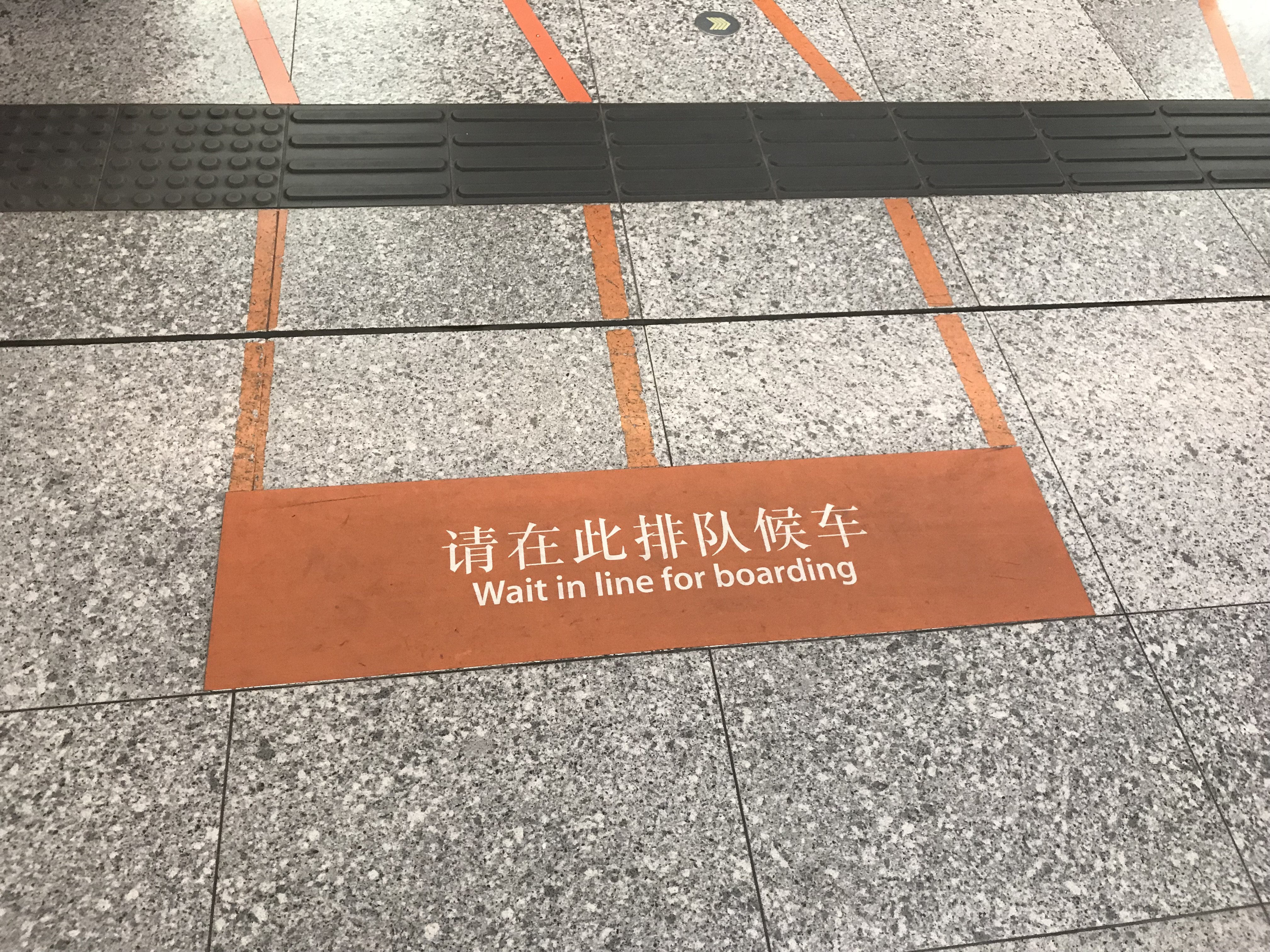
深圳地鐵4號線深圳北站內使用宋體及Myriad Pro Semibold的標示

- 港鐵及前身地鐵的英文字體舊時使用Helvetica，1996年秋後的設計則使用Myriad Pro Semibold[5]。
- 九鐵舊時使用「見出ミンMA31」／「華康新特明體」與Helvetica，新的設計則使用蒙納黑體與Casey[6]。
- 南京地铁早期标识為香港地铁公司（今港鐵）及南京地鐵集團合作设计，中文字體採用宋体，英文为Myriad MM[7][8]。
- 由港鐵（深圳）負責營運的深圳地鐵4號線，除部分車站的某些地面排隊標示之外並無比照港鐵採用宋體，而採用內地常見的黑體。[來源請求]

## 外部連結
- . 香港鐵路大典.   [2013-02-05]. （原始内容存档于2018-10-28）.
- 鐵宋 Metro Sung （页面存档备份，存于）